# Dwudziesty trzeci rząd Izraela
Dwudziesty trzeci rząd Izraela – rząd Izraela, sformowany 22 grudnia 1988, którego premierem został Icchak Szamir z Likudu. Rząd został powołany przez koalicję „zgody narodowej” – Likud, Koalicja Pracy, Mafdal) – mającą większość w Knesecie XII kadencji, po wyborach w 1988 roku. Funkcjonował do 11 czerwca 1990, kiedy to powstał rząd również pod przywództwem Szamira.